# Torca de Burela
La Torca de Burela és la més gran de les torques trobades a Galícia. La va trobar per casualitat l'any 1945 un agricultor al poble de castro de Burela, al lloc de Chao de Castro (parròquia i comtat de Burela, Lugo), i inicialment s'havia considerat que era l'ansa d'un calder. No obstant això, es tracta d'una torca, una mena de collaret característic de períodes de l'edat antiga que es podria datar entre els segles III i II aC.

## Composició

Representació de la torca de Burela a l'escut municipal de Burela.

Es tracta d'una torca d'or similar a les trobades en el marc de la cultura dels castros, format per un nucli decorat amb filigrana en forma de vuits entrellaçats a la part central externa, mentre que als terços inferiors la decoració pren la forma d'un filament que s'enrotlla al voltant del nucli i és rematat per un remat geomètric de dimensions considerables a cada extrem. En tant que es tracta d'una torca excepcional per les seves dimensions i pes, es considera que aquest element podia ser una joia votiva, una ofrena o un símbol de poder emprat en ocasions molt determinades.

## Conflicte al voltant de la peça
Inicialment, la torca va pertànyer a la col·lecció de Ricardo Blanco-Cicerón, per després passar a formar part de la col·lecció d'Álvaro Gil Varela. Al voltant dels anys 70 del segle xx, la torca fou dipositada a l'anomenada Sala do Tesouro del Museu Provincial de Lugo. Les autoritats provincials havien negociat amb els hereus de Gil Varela l'adquisició de la col·lecció i la seva incorporació al fons del Museu Provincial, però la manca d'un acord en l'import va precipitar l'obertura dels tràmits per protegir el conjunt de la col·lecció. Davant d'aquest gest de les autoritats, els hereus de Gil Varela decidiren retirar el fons del Museu l'octubre de 2013, un dia després d'incoar-se l'expedient per a la declaració de bé d'interès cultural del conjunt.
L'origen del conflicte sembla situar-se en el desinterès del llavors (1999) president de la Diputació provincial de Lugo, Francisco Cacharro, per permetre que els nets de Gil Varela veiessin diverses pintures que ja havien estat dipositades pel mateix col·leccionista en vida al fons del Museu provincial. Aquest fet detonà una guerra judicial entre els hereus de Gil Varela i les autoritats provincials, combinada amb contactes infructuosos per adquirir la col·lecció i rematada amb la incoació de la declaració del conjunt com a bé d'interès cultural. Després de manifestar que no es tenia intenció de fragmentar la col·lecció o posar-la a mans d'un col·leccionista privat, els hereus de Gil-Varela i la Diputació provincial de Lugo van arribar a un acord, que incloïa el retorn de la col·lecció al fons del museu provincial de Lugo a canvi d'un pagament fraccionat de 2,3 milions d'euros en cinc anys. D'aquesta manera, l'any 2018, data prevista de finalització del pagament, tota la col·lecció Gil Varela tradicionalment dipositada al fons del museu provincial de Lugo —també la torca de Burela, doncs— passarà a ser de titularitat pública.